# Gavazzo
La Gavazzo (Gavaz in lingua lombarda) è una cascina nel comune lombardo di Mediglia posta a nordest del centro abitato, verso Paullo.
La località consiste semplicemente in una cascina d'aperta campagna, il cui territorio rappresenta un'area agreste in mezzo a zone di discreta urbanizzazione.

## Storia
Gavazzo era una piccola località di antica origine, da sempre legata al territorio milanese. La comunità apparteneva alla Pieve di San Giuliano, e confinava con Pantigliate e Settala a nord, Paullo ad est, Tribiano a sud, e Canobbio ad ovest. Al censimento del 1751 la località fece registrare solo 65 residenti, e il suo territorio risultava infeudato alla Cà Granda di Milano.
In età napoleonica, nel 1805, la popolazione era sempre ferma a 69 unità, tanto che nel 1809 il Comune di Gavazzo venne soppresso ed aggregato a quello di Bustighera, a sua volta annesso a Mediglia nel 1811; tutti i centri recuperarono comunque l'autonomia nel 1816, in seguito all'istituzione del Regno Lombardo-Veneto.
Il Comune di Gavazzo, uno dei più piccoli di tutta la provincia, non aveva tuttavia più una sostenibile ragion d'essere, e quindi fu definitivamente soppresso dagli stessi austriaci il 24 luglio 1841, venendo annesso alla vicina Mercugnano, della quale seguì poi le sorti nel tempo.